# Алиф максура
 Алиф максура (араб. الألف المقصورة‎, al-alif al-maqṣūrah — «ограниченная А») — буква арабского алфавита. Пишется как йа, но без диакритических точек. Стоит только в конце слова и не имеет числового значения.
Буква обычно обозначает долгий звук ā [aː].

## Алиф максура в классическом и современном арабском
В арабском языке буква алиф максура изначально обозначала ā близкий к ē, который являлся результатом слияния сочетаний -ayu-, -aya-. -ayi-. Позднее в произношении этот звук стал не отличим от долгого этимологического ā. Однако диалектные формы произношения этой буквы могут быть отличны от литературного.
В тех случаях, где буква йа в конечной и изолированной позициях не снабжена точками, как принято в некоторых странах (Египет, Иран, Афганистан), она неотличима от алиф максура.
При тщательной огласовке над буквой, стоящей перед алиф максура, ставятся харакат (огласовки) — фатха, танвин фатха, а над алиф максура иногда алиф ханджария, обозначающие а-образное произношение буквы в литературном языке.
Примеры:
- إِلَىٰ ʾilā — предлог со значением «в, к» и عَلَىٰ ʿalā — предлог со значением «на, над». Над буквой Лам стоит фатха — знак краткого звука a, а над буквой алиф максура стоит знак алиф ханджария («алиф в виде кинжала»), который является факультативным (встречается обычно только в Коране).
- هُدًى hudan — «путь, руководство». Над буквой Даль стоит огласовка танвин фатха, обозначающая падежное окончание неопределённого состояния: в таких случаях во всех трёх падежах звучит как an. Этимологически это является результатом слияния окончаний вида -ayun, -ayan, -ayin.
- الهُدَى al-hudā — то же слово с определённым артиклем. Над буквой Даль стоит огласовка фатха, обозначающая (вместе с алиф максура) долгое произношение конечного гласного ā. Этимологически было al-hudayu > al-hudā.
- При словоизменении алиф максура иногда становится обычным йа. Например, 
  - مُسْتَشْفًى mustašfan «больница» (ед. ч.)
  - مُسْتَشْفَيَانِ mustašfayāni «(две) больницы» (двойств. ч. имен. п.)
  - مُسْتَشْفَيَاتٌ mustašfayātun «больницы» (мн. ч. имен. п.)

## Персидская письменность
В персидской письменности конечная и изолированная формы буквы йа пишутся без двух подстрочных точек, то есть графически совпадают с арабским алиф максура.